# 同一性障害
同一性障害 (Identity disorder) は以下を指す。
- アイデンティティー・クライシス（英語版）、自己同一性の危機
- 実存的危機 ― 生きる意味の喪失
- パーソナリティ障害

DSMにおいては、同一性障害 (どういつせいしょうがい、Identity disorder) は、1980年のIII版に児童・青年期の精神障害として最初に掲載された。1994年のIV版では「同一性の問題」(Identity problem) に置き換えられ、精神障害として定義されず、臨床的に注意が必要となることがある状態という章に掲載された。このことは「同一性障害」が「同一性の問題」に格下げされたということで、自己同一性（アイデンティティ）に関する苦悩はありふれていて、正常だと考えられると研究が示していたためである。「同一性の問題」は、臨床的過程でその人の苦悩が続くか悪化すれば、気分障害や境界性パーソナリティ障害のような実際の障害の診断となる可能性がある。2013年のDSM-5では、「同一性の問題」は削除された。